# Severin Ottiger
Severin Ottiger, né le 20 avril 2003 à Sursee en Suisse, est un footballeur suisse, qui évolue au poste d'arrière droit au FC Lucerne.

## Biographie

### En club
Né à Sursee en Suisse, Severin Ottiger commence le football au SC Eich avant de rejoindre le FC Lucerne en 2016, où il est formé.  Le 11 juin 2021, il signe son premier contrat professionnel avec le FC Lucerne et en juillet 2021 il est promu en équipe première.
Le 18 décembre 2021, il fait ses débuts en professionnel, lors d'un match de Super League contre le Servette FC. Il entre en jeu à la place de Silvan Sidler et son équipe s'incline par deux buts à zéro.
Le 28 avril 2023, Ottiger prolonge son contrat avec le FC Lucerne jusqu'en juin 2027.
Ottiger découvre la coupe d'Europe avec le FC Lucerne, jouant son premier match le 27 juillet 2023, lors d'une rencontre qualificative pour la phase de groupe de la Ligue Europa Conférence 2023-2024 face au Djurgårdens IF. Il est titularisé et son équipe s'impose par deux buts à un.

### En sélection
Severin Ottiger représente l'équipe de Suisse des moins de 17 ans, jouant au total trois matchs en 2019.
Severin Ottiger joue son premier match avec l'équipe de Suisse espoirs face à la Finlande. Titulaire, il voit son équipe s'imposer par deux buts à un,.